# Charles Rotimi
Pour les articles homonymes, voir Rotimi (homonymie).
Charles Nohuoma Rotimi (né en 1957) est un généticien nigérian, directeur scientifique de l'Institut national de recherche sur le génome humain (NHGRI). Il rejoint les National Institutes of Health (NIH) en 2008 en tant que premier directeur du Centre Trans-NIH  pour la recherche en génomique et en santé mondiale et il est également chef du département des maladies métaboliques, cardiovasculaires et inflammatoires du NHGRI. Direction de la génomique. Il œuvre pour garantir que la génétique des populations inclut les génomes des populations africaines et il fonde la Société africaine de génétique humaine en 2003 dont il est élu premier président. Rotimi joue un rôle déterminant dans le lancement du programme Hérédité humaine et santé en Afrique (en) (H3Africa) avec le NIH et le Wellcome Trust. Il est élu à l'Académie nationale de médecine américaine en 2018.

## Enfance et formation
Rotimi est né à Benin City, au Nigeria, et il est le deuxième aîné d'une famille de six enfants. Sa mère n'a aucune éducation et son père est professeur d'anglais au lycée. Rotimi étudie à l'université de Benin et y obtient son diplôme en 1979,. Il dirige le laboratoire de chimie d'un lycée du Bénin. Il décide de poursuivre des études supérieures à l'étranger et postule dans des universités au Royaume-Uni et aux États-Unis. Sa famille l'aide à fréquenter l'université du Mississippi, où il étudie l'administration des soins de santé. Il vole du Nigeria au Mississippi via Londres, notamment en prenant un hélicoptère de l'aéroport de Londres-Gatwick à l'aéroport de Londres-Heathrow. Alors qu'il étudie à l'université du Mississippi, Rotimi rencontre sa femme Deatrice, originaire de Chicago. Il obtient une maîtrise en 1983. En 1985, il retourne au Nigeria et il est nommé administrateur d'un ministère local de la Santé. Il retourne en Amérique pour suivre un programme d'épidémiologie à l'université de l'Alabama et reçoit une bourse complète pour terminer un doctorat. Rotimi termine son doctorat puis passe un an en recherches postdoctorales à l'université de Loma Linda en Californie. Là, il travaille sur la maladie d'Alzheimer . 

## Recherche et carrière
Rotimi étudie la génétique et les disparités en matière de santé, garantissant que les génomes africains sont représentés dans les bases de données génomiques,. Il est nommé épidémiologiste à l'université Loyola de Chicago, où il travaille sur les maladies cardiovasculaires et l'obésité chez les personnes de la diaspora africaine. Avec son collègue Richard S. Cooper (en), Rotimi recrute 10 000 personnes pour étudier la prévalence de l'hypertension dans les populations d'origine ouest-africaine. Il constate que les taux d’hypertension et de diabète sont nettement plus élevés dans les populations afro-américaines de Chicago que dans les zones rurales d’Afrique. Il attribue cela à des facteurs liés au mode de vie, notamment le poids, la consommation de sel et les niveaux d'activité physique. 
Rotimi déménage à l'université Howard en 1990, où il travaille avec Georgia M. Dunston (en) au National Human Genome Center. Rotimi est promu à la tête de l'épidémiologie génétique. Là, il étudie l’impact de la sous-représentation des données africaines et afro-américaines dans les ensembles de données génomiques. Il plaide en faveur de l'utilisation d'outils génomiques pour comprendre les variations dans la biologie humaine, mais il souligne qu'il n'est pas possible d'utiliser la génétique pour définir la race ; la variation des génomes ne tient pas compte des groupes raciaux socialement définis et de l’identité raciale,. Il compile les données génomiques de 6 000 personnes appartenant à 13 familles linguistiques, identifiant 21 ascendances génétiques mondiales. L'étude établit que 97 % des personnes ont une ascendance mixte, ce qui souligne les problèmes liés aux étiquettes telles que hispanique, noir et blanc,. Dans une interview avec The Lancet, Rotimi décrit l'inégalité comme « l'un des aspects les plus scandaleux de la société ». 
Rotimi dirige la composante africaine du projet international HapMap, qui contribue au projet 1000 Genomes. Il recrute trois communautés africaines au Kenya et au Nigeria, s'assurant que les génomes africains font partie du dossier. Il est entendu que l'homo sapiens est originaire d'Afrique et est parti après 100 000 ans. À cette époque, une grande partie de l’évolution génétique s’est déjà produite, et ceux qui ont émigré transportaient un sous-ensemble de la diversité génétique d’origine. Les génomes africains sont les plus anciens. 
Rotimi examine l'héritabilité des maladies complexes. Il commence à travailler avec Kári Stefánsson (en) en 2007, étudiant la variante à risque de diabète TCF7L2 dans les populations d'Afrique de l'Ouest. Il démontre que TCF7L2 et sa variante génétique HapA augmentent le risque de diabète en raison de leur fonction dans le métabolisme énergétique. Pour déterminer les origines de la mutation de la drépanocytose, Rotimi étudie le génome de 3 000 personnes. Il identifie que la drépanocytose est apparue il y a environ 7 000 ans en Afrique.
Rotimi rejoint les National Institutes of Health en 2007, où il devient directeur fondateur du Trans-NIH Center for Research on Genomics and Global Health,,. Il travaille avec Francis Collins pour rendre les études génomiques plus inclusives. Rotimi fonde la Société africaine de génétique humaine en 2003. Il lance l'initiative Hérédité humaine et santé en Afrique (H3Africa) avec la Société africaine de génétique humaine, une collaboration de 70 millions de dollars entre les National Institutes of Health et Wellcome Trust,. Il décrit le projet comme une « réalisation de toute une vie ». 

### Prix et distinctions
Rotimi est élu membre de la Académie nationale de médecine (NAM) en 2018. Il siège aux comités de rédaction de Public Health Genomics, Genome Medicine, Clinical Genetics et du Journal of Applied and Translational Genomics . Il est lauréat du prix Curt Stern (en) de l'American Society of Human Genetics en 2019 pour ses contributions à la génétique des populations africaines et d'ascendance africaine. 